# Chef de l'opposition (Bermudes)
Pour les articles homonymes, voir Chef de l'opposition.
Le chef de l’opposition de Sa Majesté aux Bermudes (en anglais : Leader of Her Majesty's Opposition in Bermuda) est le chef du plus grand parti politique qui n’a pas formé le gouvernement actuel. Le chef de l’opposition est perçu comme le Premier ministre suppléant et dirige le cabinet d’opposition et fantôme des Bermudes.
Le titulaire actuel du poste est N.H. Cole Simons.

## Liste des chefs de l'opposition des Bermudes
| No      | Titulaire               | Portrait        | Mandat            | Mandat            | Parti politique | Parti politique                 |
| No      | Titulaire               | Portrait        | Début             | Fin               | Parti politique | Parti politique                 |
| ------- | ----------------------- | --------------- | ----------------- | ----------------- | --------------- | ------------------------------- |
| 1       | Arnold Francis          |                 | février 1963      | 1966              |                 | Parti travailliste progressiste |
| 2       | Walter Robinson         |                 | 1966              | mai 1968          |                 | Parti travailliste progressiste |
| 3       | Lois Browne-Evans (en)  |                 | 22 mai 1968       | juin 1972         |                 | Parti travailliste progressiste |
| (2)     | Walter Robinson         |                 | juin 1972         | avril 1976        |                 | Parti travailliste progressiste |
| (3)     | Lois Browne-Evans (en)  |                 | avril 1976        | octobre 1985      |                 | Parti travailliste progressiste |
| 4       | L. Frederick Wade       |                 | novembre 1985     | 13 août 1996      |                 | Parti travailliste progressiste |
| Intérim | Jennifer Smith          |                 | 13 août 1996      | 20 août 1996      |                 | Parti travailliste progressiste |
| 5       | Jennifer Smith          | 20 août 1996    | 9 décembre 1998   |                   |                 | Parti travailliste progressiste |
| 6       | Pamela Gordon           |                 | 9 décembre 1998   | octobre 2001      |                 | Parti bermudien uni             |
| 7       | Grant Gibbons           |                 | octobre 2001      | janvier 2006      |                 | Parti bermudien uni             |
| 8       | Wayne Furbert           |                 | janvier 2006      | 3 avril 2007      |                 | Parti bermudien uni             |
| 9       | Michael Dunkley         |                 | 3 avril 2007      | 18 décembre 2007  |                 | Parti bermudien uni             |
| 10      | Kim Swan (en)           |                 | 18 décembre 2007  | 17 mai 2011       |                 | Parti bermudien uni             |
| 11      | John Barritt (en)       |                 | 17 mai 2011       | 15 septembre 2011 |                 | One Bermuda Alliance            |
| 12      | Craig Cannonier         |                 | 15 septembre 2011 | 17 décembre 2012  |                 | One Bermuda Alliance            |
| Intérim | Derrick Burgess         |                 | 17 décembre 2012  | 21 décembre 2012  |                 | Parti travailliste progressiste |
| 13      | Marc Bean               |                 | 21 décembre 2012  | 4 novembre 2016   |                 | Parti travailliste progressiste |
| Intérim | Edward David Burt       |                 | 4 novembre 2016   | 7 novembre 2016   |                 | Parti travailliste progressiste |
| 14      | Edward David Burt       | 7 novembre 2016 | 18 juillet 2017   |                   |                 | Parti travailliste progressiste |
| 15      | Patricia Gordon-Pamplin |                 | 26 juillet 2017   | 21 novembre 2017  |                 | One Bermuda Alliance            |
| 16      | Jeanne Atherden         |                 | 21 novembre 2017  | 20 septembre 2018 |                 | One Bermuda Alliance            |
| (12)    | Craig Cannonier         |                 | 24 septembre 2018 | octobre 2020      |                 | One Bermuda Alliance            |
| 17      | N.H. Cole Simons        |                 | 2 novembre 2020   | En cours          |                 | One Bermuda Alliance            |